# Красноподолье
Красноподолье (укр. Красноподілля) — село на Украине, находится в Добропольском районе Донецкой области. Административно относится к Добропольскому сельскому совету.
Код КОАТУУ — 1422082202. Население по переписи 2001 года составляет 281 человек. Почтовый индекс — 85032. Телефонный код — 6277.

## Адрес местного совета
85032, Донецкая область, Добропольский р-н, с. Доброполье, ул.Ленина, 1, 2-35-43